# Gynacantha adela
Gynacantha adela är en trollsländeart som beskrevs av Martin 1909. Gynacantha adela ingår i släktet Gynacantha och familjen mosaiktrollsländor. Inga underarter finns listade i Catalogue of Life.